# 林文安
林文安（1910年3月4日—1975年5月20日），台北市人，臺灣登山家，臺灣岳界四大天王之一，台灣百岳之父。

## 生平

### 登山專家
林文安對登山的興趣，始於二十歲時登觀音山，後在臺灣省政府建設廳第五科工作時，因主管業務與林區有關，更多機會能登山。他以「為登山而登山」為信條，不論大山小山、已登未登，都想一登再登。他除走主脊外，還會改以攀登支稜重登。
與林文安多次登山的邢天正讚譽登山人在登山時發牢騷、抱怨他人甚至吵架是常有的事，但從未見林文安這樣過，且還會自己煮餐服務他人，為許多年輕登山客所不及。到台灣登山的美、日、韓等外籍登山隊，會到中興新村拜訪林文安，請教山況或請他帶路。
1960年間，林文安攀登秀姑巒山時，找到在郡大溪上游瀑布失足跌落七十公尺深的山谷的韓國人金起煥。因為繩索太短，林文安無法救出，便日夜奔走兩天，趕到南投縣信義鄉東埔村找到原住民警方協助，最後在直昇機支援下救出金起煥。

### 創台灣百岳
1971年，台灣省山岳協會為慶祝中華民國開國一甲子，林文安策劃中央山脈大縱走，號召攀登中央山脈三千公尺以上高山六十座，採南北兩隊雙向入山，於七彩湖會師。受深田久彌所著、登山人士奉為寶典的《日本百名山》影響，林文安於1971年左右草擬出台灣百岳，引發1970年代臺灣的攀登熱潮。1972年6月，林文安、蔡景璋、簡進清相偕探查帕托魯山、立霧主山後，建立百岳俱樂部，由林文安榮膺主任委員。1972年12月5日，台灣山嶽會成立四十六年之日，林文安等發起的百岳俱樂部在羊頭山頂成立。
林文安著述頗多，並有山岳攝影，會於山岳會刊等雜誌發表，還有許多手稿及資料。百岳俱樂部的簡進清說林文安登山資料記載詳盡易讀，給山友極大的幫忙，臺灣登山運動蓬勃發展有林文安之功。黃德雄評論年輕登山客能較少時間就登頂，是當年前輩辛苦探勘路線，才有後來的便利。

### 中雪山遇難
林文安儘管對山林熟悉，依然會在山上迷路，有多次在深山斷糧情況下脫險的紀錄。山協常務理事陳守珪認為林文安拓荒精神很強，喜歡找新路。1970年4月，林文安和蔡景璋從花蓮縣攀登黑岩山，途中斷糧，花兩天才平安走出群山。
1975年5月17日，建設廳第五科股長陳錫榮帶領科員蕭振遠、林文安、秘書室股長馮德權之子馮明哲等去進入大雪山林區作炸山用炸藥存量的例行檢查，隨後利用假期攀登中雪山。因下山原路的記號被風雨沖刷掉，他們不得不在中雪山過夜。20日上午，林文安已感到身體不適，之後失溫陷入昏迷狀態，於當晚19時10分逝世，享壽65歲。
之後，中興法商學生謝文誠、陳新安、曹順榮、許成發組成的登山隊，發現了陳錫榮、馮明哲、林文安，但林文安已去世。

## 紀念
自1976年的林文安周年忌以來，百岳俱樂部每年5月間都會組隊上中雪山憑弔這位岳界導師。
1980年5月，林文安的兒子林華榮參加紀念活動，在其父遇難處、中雪山到志摩山中間一座標高約3050公尺的岩石山頭手植兩株杜鵑。多年未登高山、從美國回來的蔡景璋也參加，當他遠遠看到紀念碑就開始哭泣，聞者無不默然。
中興大學法商登山社曾受林文安指導、搜救也是興大學生首先發現，故有所淵源。1985年5月十周年紀念，該社曾東堯等人揹負水泥、砂石，改為登山界四大天王之一林文安立不鏽鋼紀念碑。

## 外部連結
- 林文安紀念碑照片 （页面存档备份，存于）